# Котеров, Дмитрий Владимирович
Дмитрий Владимирович Котеров (род. 1982) — российский веб-программист, автор переиздаваемого самоучителя по PHP, создатель популярного WAMP-дистрибутива Denwer.
Один из сооснователей социальной сети Мой Круг, руководивший её технической разработкой, продолжал управлять проектом в составе Яндекса до 2015 года.

## Биография
Окончил московскую школу № 865 с золотой медалью. С 1999 года работал Web-программистом в студии RealDesign. Примерно в то же время создал собственный сайт — виртуальную лабораторию веб-программирования dklab.ru.
В 1999 году Дмитрий написал статью «Apache + Perl + PHP3 + MySQL для Windows 95/98: руководство по установке». Как он рассказывает в своём интервью, отвечая на письма читателей, он задумался над автоматизацией процесса. Так появился «джентльменский набор web-разработчика (д.н.w.р.)», 15 марта 2002 года вышла первая официальная версия WAMP-дистрибутива «Denwer».
В 2001 был автором и преподавателем курса «Основы PHP» в УЦ Микроинформ. В этом же году выходит первое издание его учебника: «Самоучитель PHP 4». В следующем году вышел перевод этой книги на английский «Creating Your Web Site with PHP», а в конце 2005 и 2008 в соавторстве с Алексеем Костарёвым было ещё два значительно обновлённых переиздания книги, под названием «PHP 5» (оба раза книга издавалась в серии «В подлиннике», поэтому также известна как «PHP5: в подлиннике»). В 2017 году в серии «В подлиннике» выходит его книга «PHP 7», написанная в соавторстве уже с Игорем Симдяновым.
В 2004 году окончил Факультет вычислительной математики и кибернетики (ВМиК) МГУ, по специальности Системный программист, получив диплом с отличием.
Следующими местами работы были:
- 2002 г.: Хостинг-провайдер Kombat.Ru, главный программист.
- 2004 г.: Хостинг-провайдер Host-ing.Ru, главный программист.
- 2005 г.: Grape.ru, ведущий Web-программист.

При работе в Host-ing.Ru разработал ряд патчей к Apache первой версии, для поддержки виртуального хостинга, позднее опубликованных в составе дистрибутива dkLab Apache.
В 2005—2006 году, работая в Grape, Дмитрий Котеров принимает участие в стартапе социальной сети Мой Круг в качестве ведущего разработчика. В 2007 Мой Круг вливается в Яндекс. Дмитрий переходит в Яндекс и становится руководителем проекта (до 2009).
Другой стартап с участием Дмитрия, запущенный в конце 2009 и приобретённый в начале 2012 mail.ru, сервис микроблогов RuTwit.ru (аналог твиттера). После покупки проект был фактически заморожен (на тот момент была запущена Futubra, с аналогичным и более продвинутым функционалом), разработчики переведены в различные подразделения Mail.ru Group. Свободно доступен разработанный для этого сайта Comet-сервер dklab_realplexor.